# East Riding of Yorkshire
East Riding of Yorkshire là một hạt của Anh. Hạt có diện tích  km², dân số người. Thủ phủ hạt đóng ở.